# Žarnovica
Žarnovica es la capital del distrito de Žarnovica en la región de Banská Bystrica, Eslovaquia, con una población estimada a final del año 2024 de 5576 habitantes.
Se encuentra ubicada al noroeste de la región, en el valle del río Hron —un afluente izquierdo del Danubio— y cerca de la frontera con las regiones de Nitra y Trenčín.

## Demografía
| Año        | 1994 | 2004    | 2014    | 2024     |
| ---------- | ---- | ------- | ------- | -------- |
| Población  | 6591 | 6522    | 6430    | 5576     |
| Diferencia |      | −1,04 % | −1,41 % | −13,28 % |

| Año        | 2023 | 2024    |
| ---------- | ---- | ------- |
| Población  | 5669 | 5576    |
| Diferencia |      | −1,64 % |